# Rasmus Breistein
Rasmus Breistein, född 16 november 1890 i Åsane, Bergen, död 16 oktober 1976 i Hollywood, Kalifornien, USA, var en norsk regissör, manusförfattare och producent. Han ses som den norska stumfilmserans främste regissör.

## Biografi
Breistein regidebuterade 1920 med Tattar-Anna baserad på en berättelse av Kristofer Janson. Filmen räknas som den norska filmens nationella genombrott. Debuten följdes av Jomfru Trofast (1921), Felix (1921), Brudefärden i Hardanger (1926) och Kristine Valdresdatter (1930), vilket blev hans sista stumfilm. Hans första talfilm blev ååoååSkjærgårdsflirt (1932) och följdes av Liv (1934), Ungen (1938) och Å, en så'n brud! (1939).  På 1940-talet regisserade han ytterligare tre spelfilmer: Gullfjellet (1941), Nordlandets våghals (1942) och Den nye lægen (1943). Därefter gjorde han dokumentärfilmerna Jorden rundt på to timer (1949) och Tirich Mir til topps (1952) innan han avslutade filmkarriären.

## Filmografi

### Regi
- 1920 – Tattar-Anna
- 1921 – Jomfru Trofast
- 1921 – Felix
- 1926 – Brudefärden i Hardanger
- 1930 – Kristine Valdresdatter
- 1932 – Skjærgårdsflirt
- 1934 – Liv
- 1938 – Ungen
- 1939 – Å, en så'n brud!
- 1941 – Gullfjellet
- 1942 – Nordlandets våghals
- 1943 – Den nye lægen
- 1949 – Jorden rundt på to timer
- 1952 – Tirich Mir til topps

### Manus
- 1920 – Tattar-Anna
- 1921 – Jomfru Trofast
- 1926 – Brudefärden i Hardanger
- 1932 – Skjærgårdsflirt
- 1934 – Liv
- 1938 – Ungen
- 1939 – Å, en så'n brud!
- 1941 – Gullfjellet
- 1942 – Nordlandets våghals
- 1943 – Den nye lægen

### Producent
- 1920 – Tattar-Anna
- 1930 – Kristine Valdresdatter
- 1932 – Skjærgårdsflirt